# Cet Mac Mágach
 (signalé en juin 2025).
Si vous disposez d'ouvrages ou d'articles de référence ou si vous connaissez des sites web de qualité traitant du thème abordé ici, merci de compléter l'article en donnant les références utiles à sa vérifiabilité et en les liant à la section « Notes et références ».
- Archive Wikiwix
- Bing
- Cairn
- DuckDuckGo
- E. Universalis
- Gallica
- Google
- G. Books
- G. News
- G. Scholar
- Persée
- Qwant
- (zh) Baidu
- (ru) Yandex
- (wd) trouver des œuvres sur Wikidata

Cet Mac Mágach est un guerrier extraordinaire du Connaught, dans la mythologie celtique irlandaise.

## Mythologie
Fils de Maga et frère de Ness, il est donc l’oncle du roi Conchobar Mac Nessa et de Findchóem. À sa naissance, Conall Cernach tente vainement de le tuer, en l’écrasant sous son talon et en lui tordant le cou. L’enfant en réchappe, mais il reste difforme et infirme. La raison de cette tentative de meurtre est que les druides ont prédit qu’il tuerait la moitié des hommes d’Ulster. Cela ne l’empêche pas de devenir un redoutable guerrier et de réaliser la prédiction, ne passant pas un jour sans tuer un Ulate. Il conçoit une haine inextinguible à l’égard de Conall Cernach et leur rivalité devient fameuse.
À Emain Macha, il récupère la tête de Mesgegra, qui est le jouet de deux fous. Au cours d’une bataille entre le Connaught et l’Ulster, le roi Conchobar parade devant les femmes, c’est alors qu’il reçoit à la tête le projectile d’une fronde. La balle qui l’atteint est faite de la cervelle de Mesgegra, lancée par Cet Mac Mágach. Le roi est soigné et guérit par le druide Fingen, il vit ainsi sept ans avec des interdits : la course, l’équitation, la colère, l’abus de nourriture et de sexe. La cervelle de Mesgegra éclate dans sa tête et il meurt.
La rivalité entre Conall et Cet prend fin après un raid de ce dernier dans le Leinster, où il tue vingt-sept guerriers et leur tranche la tête. Conall peut le suivre à la trace du sang laissée dans la neige, il le rattrape à un gué et le tue dans un combat épique, tout en étant lui-même blessé. Sa mort est narrée dans le récit Aided Ceit maic Mágach (La Mort de Cet mac Mágach).